# Јани Чоп
Јани Чоп (рођен 1970. у Трбовљу СФРЈ) је бивши словеначки (југословенски) рукометаш. Професионалну рукометну каријеру почео је у Рудару из Трбовља да би одатле као седамнаестогодишњак 1987. појачао редове РК Борац Бања Лука. Највећу рукометну афирмацију доживио је управо играјући за РК Борац са којим је 1991. године освојио и Куп ЕХФ. Имао је тешку операцију леђа 1994. а након играчке каријере посветио се тренерском послу. Радио је као тренер у неколико словеначких клубова затим у Грчкој, а тренутно обавља функцију шефа стручног штаба у бањалучком РК Борцу.

## Репрезентација
Јани Чоп је наступао за јуниорску и сениорску репрезентацију СФР Југославије а затим од осамостаљења Словеније 1992. за ту репрезентацију. Био је учесник и на првој званичној утакмици рукометне репрезентације Словеније која је играна у Цељу 10. марта 1992. против Италије, гдје је у побједи Словеније 19:13 био и најефикаснији са 4 постигнута гола.

## Освојени трофеји
- ЕХФ куп 1991. са РК Борац
- Бронза на Медитеранским играма 1993. са репрезентацијом Словеније[3]